# 존 홀즈컴
존 스티븐 홀즈컴(영어: John Stephen Holdzkom, 1987년 10월 19일 ~ )은 메이저 리그 피츠버그 파이리츠의 투수이다.